# Francisco de Mello e Castro
Pour les articles homonymes, voir Francisco Castro et Castro.
Francisco de Mello e Castro est le 17e gouverneur du Ceylan portugais.